# Glenelg (condado)

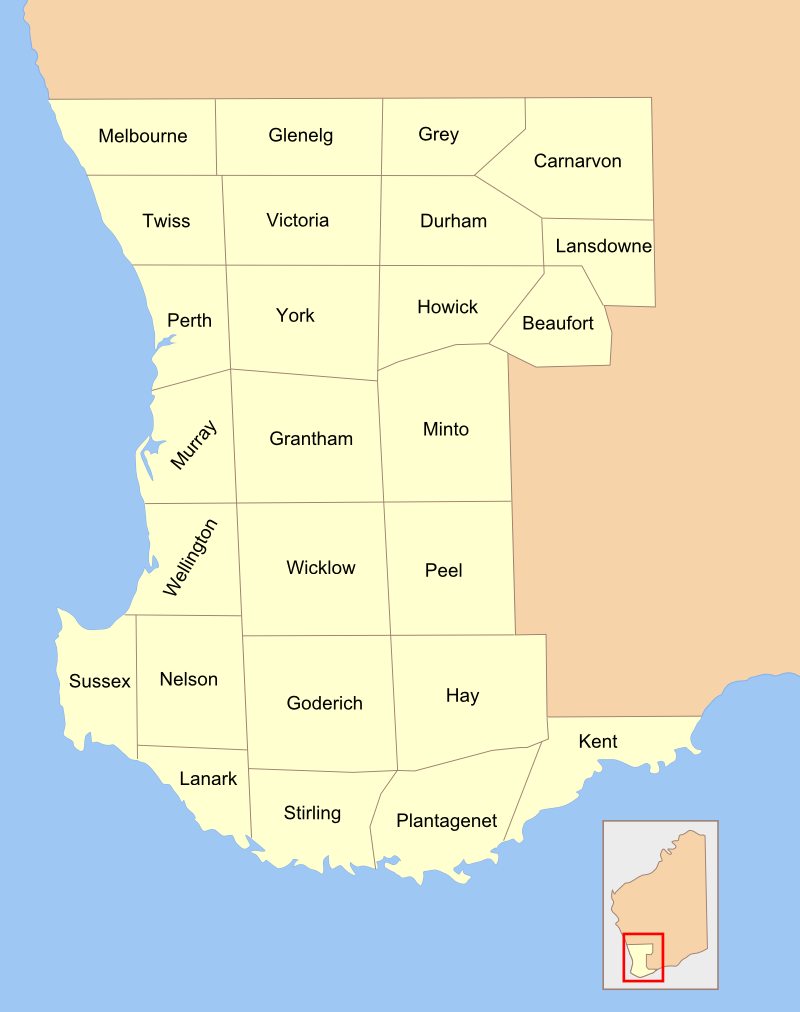
26 condados da Austrália Ocidental

Glenelg foi um dos 26 Condados da Austrália Ocidental que foram designados em 1829 como divisões cadastrais. Foi nomeado após Charles Grant, 1º Barão Glenelg, presidente da Junta de Comércio e tesoureiro da Marinha de setembro de 1827 a junho de 1828.
Corresponde aproximadamente à parte oriental do Melbourne (distrito da terra) e à parte sudoeste do Ninghan (distrito da terra) que constituem a base para os títulos de terras na área.